# New Haunts
"New Haunts" é o décimo episódio da décima primeira temporada da série de televisão de terror pós-apocalíptico The Walking Dead. O episódio foi escrito por Magali Lozano e dirigido por Jon Amiel.
No episódio, os heróis vivenciam o Halloween na Commonwealth. Daryl (Norman Reedus) e Rosita (Christian Serratos) passam por treinamento militar liderado por Mercer (Michael James Shaw). Carol (Melissa McBride) investiga a condição médica de Ezekiel (Khary Payton).
O episódio recebeu críticas positivas da crítica.

## Enredo
Trinta dias depois que os alexandrinos entraram na Commonwealth, a comunidade celebra o Halloween. Daryl (Norman Reedus) e Rosita (Christian Serratos) treinam para se juntar às forças armadas da Commonwealth, e grande parte do grupo ainda está lutando para se tornar parte da grande e rica sociedade. Em um baile de máscaras realizado pela governadora Pamela Milton (Laila Robins), um ex-soldado desonrado Tyler Davis (Cameron Roberts) leva "Max" (Margot Bingham) como refém por desespero para falar com Pamela, mas foge; Daryl faz com que ele se renda pacificamente, mas permite que Sebastian (Teo Rapp-Olsson) assuma o crédito por sua captura. Vários membros do grupo também notam a vasta divisão de classes na Commonwealth.

## Recepção

### Crítica
New Haunts recebeu críticas positivas. No Rotten Tomatoes, o episódio teve uma taxa de aprovação de 89%, com uma pontuação média de 7 de 10, com base em 9 avaliações.

### Audiência
O episódio teve um total de 1.60 milhões de espectadores em sua exibição original na AMC na faixa de 18-49 anos de idade. Apresenta diminuição de 0.16 pontos de audiência em relação ao episódio anterior.